# Pandémie de Covid-19 en Centre-Val de Loire
Cet article présente la situation en ce qui concerne la pandémie de maladie à coronavirus de 2019-2020 (COVID-19) en Centre-Val de Loire. 

## Statistiques

### Nouveaux cas quotidiens
| Nouveaux cas quotidiens de COVID-19 déclarés en Centre-Val de Loire                                                    | 0 |  |
| Pour des raisons techniques, il est temporairement impossible d'afficher le graphique qui aurait dû être présenté ici. |   |  |

### Statistiques par départements
| Région/Territoire   | Département    | Nombre de         | Nombre de | Nombre de                        | Nombre de | Nombre de                        | Nombre de |
| Région/Territoire   | Département    | Population (2017) | Cas       | Décès au 07 mai[réf. nécessaire] | ‰         | Hosp. au 07 mai[réf. nécessaire] | ‰         |
| ------------------- | -------------- | ----------------- | --------- | -------------------------------- | --------- | -------------------------------- | --------- |
| Centre-Val de Loire | Cher           | 304 256           | 2542      | 66                               | 0,12      | 74                               | 0,24      |
| Centre-Val de Loire | Eure-et-Loir   | 433 233           | 2542      | 56                               | 0,11      | 242                              | 0,54      |
| Centre-Val de Loire | Indre          | 222 232           | 2542      | 38                               | 0,17      | 99                               | 0,42      |
| Centre-Val de Loire | Indre-et-Loire | 606 511           | 2542      | 40                               | 0,06      | 195                              | 0,32      |
| Centre-Val de Loire | Loir-et-Cher   | 331 915           | 2542      | 27                               | 0,08      | 99                               | 0,29      |
| Centre-Val de Loire | Loiret         | 678 105           | 2542      | 48                               | 0,06      | 287                              | 0,43      |